# 几何画板
几何画板（英語：The Geometer's Sketchpad，简称为GSP）是一款用于辅助教授代数、欧氏几何、微积分等数学领域的动态几何软件，由Nicholas Jackiw为了斯沃斯莫尔学院的“几何可视化”项目而开发。该软件可在Windows 95、Windows NT 4.0及以后的Windows系统、Mac OS 8.6及以后的Mac系统（包括Mac OS X）上运行。

## 特点
几何画板包含传统欧氏几何的作圖工具，可用来进行尺规作图（如五边形），也包含其他工具，允许绘制一些无法以尺规作图获得的图形（例如三等分任意角）。其他复杂操作包括绘制线段的中点、图形的重心，亦可测量线段的长度、角的大小、图形的周长与面积等，以及绘制函数图。

## 中文版歷史
在1996年，美国Key Curriculum Press公司授权人民教育出版社在中国大陆发行几何画板的中文版，当时称为：“几何画板——21世纪的动态几何”。由于人民教育出版社在中国大陆的影响力，该软件曾被中学数学及物理教师广泛地使用；直至今日，不少中学教师还通过各种方式在学习和使用本软件。